# 任轩永
任轩永（韓語：임헌영，1941年—），韩国记者，文学人和学者，教育家，市民運动家。本名任俊烈（韩国語：임준열）。
任轩永於1941年庆尙北道义城郡出生，1959年安东师范学校畢業，2年干初等学校的敎师勤务。1965年中央大学韩语韩文学科卒业，1968年中央大学大学院文学硕士。
1966年作为文学评论家登坛，“现代文学”，1965年-1972年药业新闻记者，京鄉新闻记者勤务。杂纸“月刊大理”周刊，1972年十月维新的废刊。1974年文学人事件的投狱，释放以后1979年南民战事件的在投狱由于在1983年释放。
1986年-1989年歷史文题硏究所副所长，1998年中央大学校韩语韩文学科兼任敎授，2001年民族问题硏究所副所长，2003年民族问题硏究所长，韩国文学评论家协会会长，2009年亲日人名事典的编纂贡献。

## 外部連結
- 任轩永的文学广场
- http://www.ohmynews.com/NWS_Web/view/at_pg.aspx?CNTN_CD=A0000889521&PAGE_CD=16Archive.today的存檔，存档日期2013-01-11